# Религия в Чили

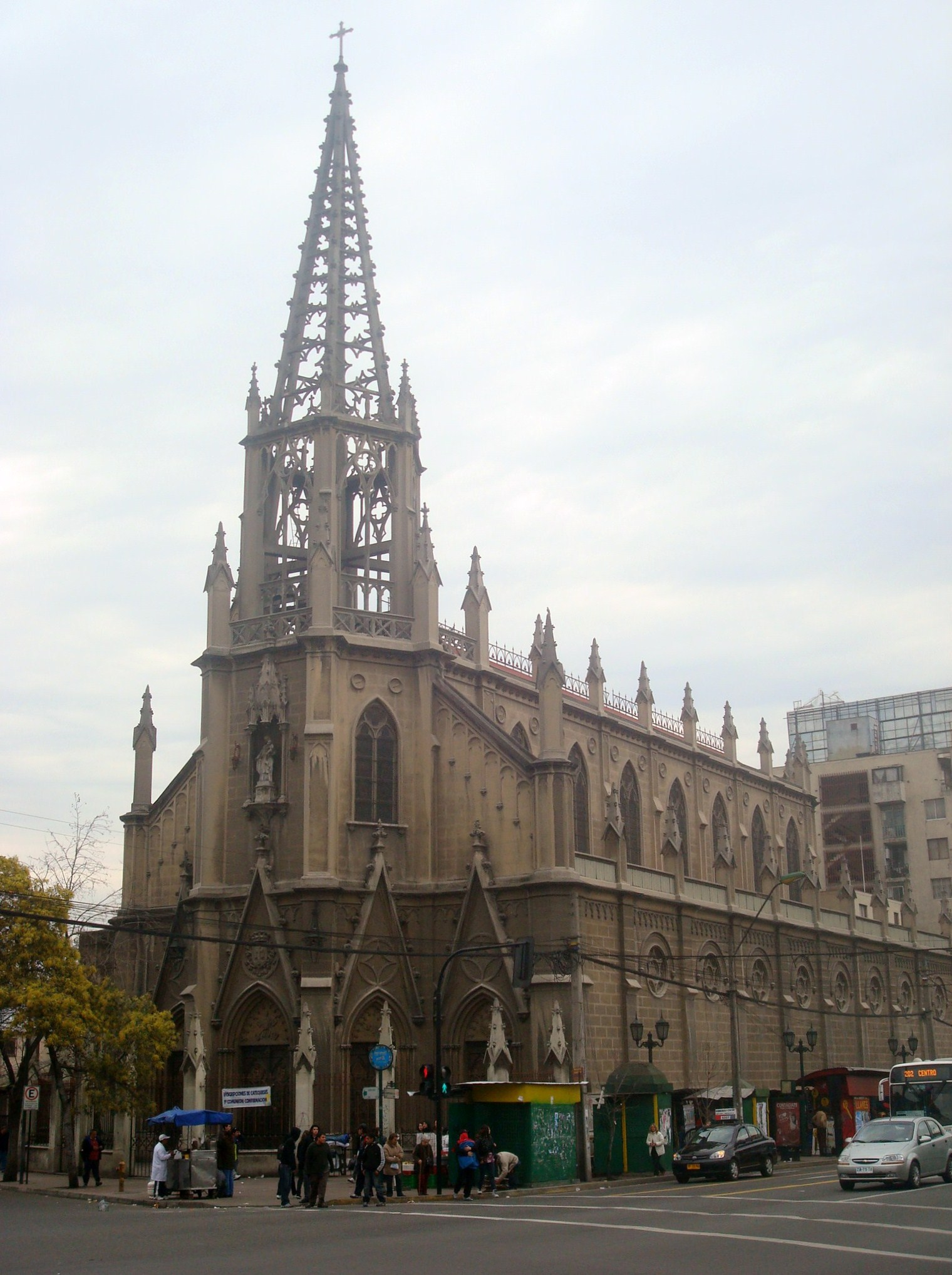
Католический храм в Индепенденисии

Республика Чили — светская страна, в котором церковь официально отделена от государства. Конституция страны (статья 19) гарантирует свободу совести и отправление религиозных культов, которые не противоречат «морали, добрым обычаям и общественному порядку». При этом, некоторые исследования отмечают более привилегированное положение католической церкви, особенно, в государственных больницах, школах и воинских частях.
Официальными праздниками в стране являются Страстная пятница, День Петра и Павла, Праздник успения Богородицы, День непорочного зачатия Девы Марии, День всех святых, Рождество и Национальный день евангельских церквей. Высшее руководство страны принимает участие в католических, протестантских и иудейских богослужениях.
Большинство граждан Чили исповедуют христианство (88,6 %, 2010 год).

## Христианство
| Религия в Чили (Перепись 2002) | Религия в Чили (Перепись 2002) | Религия в Чили (Перепись 2002) |
| Конфессия                      | Численность                    | %                              |
| ------------------------------ | ------------------------------ | ------------------------------ |
| Католицизм                     | 7853,428                       | 69,95                          |
| Протестантизм                  | 1699,725                       | 15,14                          |
| Атеизм                         | 931,990                        | 8,30                           |
| Другое                         | 493,147                        | 4,39                           |
| Свидетели Иеговы               | 119,455                        | 1,06                           |
| ЦИХСПД (Мормонизм)             | 103,735                        | 0,92                           |
| Иудаизм                        | 14,976                         | 0,13                           |
| Православие                    | 6,959                          | 0,06                           |
| Ислам                          | 2,894                          | 0,03                           |
| Всего                          | 11226,309                      | 100                            |

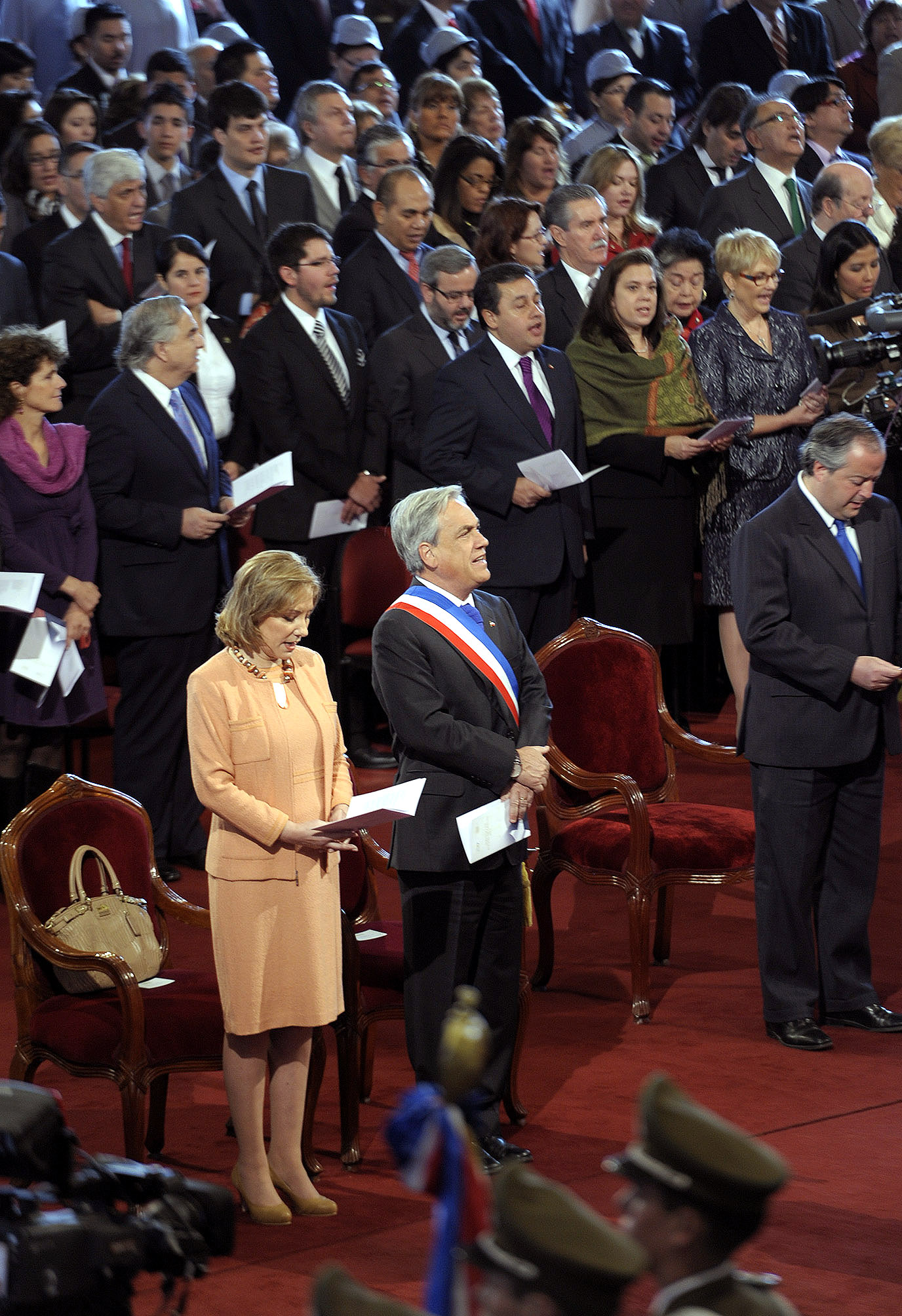
Президент страны Себастьян Пиньера с супругой на богослужении пятидесятников (2012 год)

Первый христианский (католический) священник прибыл на территорию современного Чили в 1541 году. Уже в 1547 году был основан первый приход, а в 1561 году католиками была создана епархия Сантьяго. К середине XVII века большая часть местного населения северного и центрального Чили была обращена в христианство. После объявления независимости Чили в 1810 году католицизм стал государственной религией и оставался таковой до принятия новой конституции 1925 года. В XIX веке в Чили начинают служение различные протестантские миссии. В начале XX веке, после прочтения книги о пятидесятническом движении методистский священник Уиллис Гувер переходит в пятидесятничество и основывает первую пятидесятническую общину. С 1940-х годов в стране начинается широкое духовное пробуждение, в ходе которого пятидесятники становятся крупнейшей протестантской конфессией.
Католическая церковь (66,6 % населения) остаётся крупнейшей церковью Чили. Большинство чилийских протестантов (16,6 %) являются пятидесятниками (2,5 млн). Общая численность православных и верующих древневосточных православных церквей составляет 10 тыс. человек. Ещё 350 тыс. чилийцев являются сторонниками антитринитарного христианства (в основном, мормоны и Свидетели Иеговы).

## Ислам
Первые мусульмане стали прибывать в Чили в середине XIX века из Ближнего Востока (Османской империи). В 1926 году был организован Мусульманский союз Чили. В 1989 году в Сантьяго было закончено строительство первой в стране мечети; в 1995 году была построена мечеть в Темуко, в 1999 — в Икике. Большинство чилийских мусульман — сунниты. Шиитами являются живущие в Чили иранцы. По данным переписи 2012 года в стране проживало 3,3 тыс. мусульман (старше 15 лет).

## Иудаизм

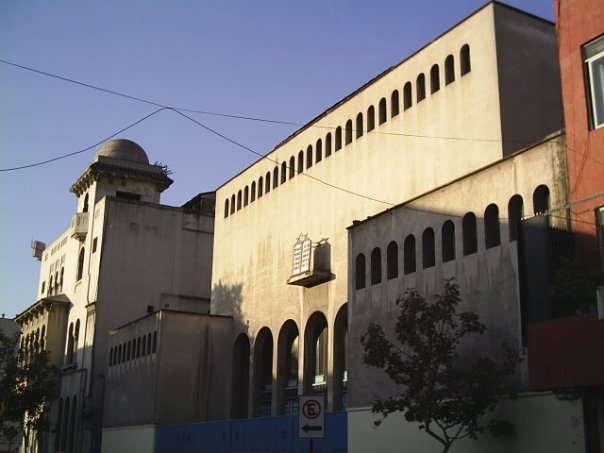
Синагога в Сантьяго

В 1880-х года в Чили начали прибывать евреи из России; чуть позже к ним присоединились евреи из других стран Восточной Европы. В начале XX века к чилийским ашкеназам присоединились сефарды из Македонии. В 1930-х и 40-х годах в Чили прибывают евреи из нацистской Германии и захваченных ею европейских стран. К 1970 году в Чили жило 30 тыс. евреев, преимущественно в Сантьяго. С приходом к власти Альенде начинается эмиграция евреев в Израиль. По данным энциклопедии «Религии мира» в 2010 году в Чили проживало 21 тыс. иудеев. Еврейские общины расположены в Сантьяго, Вальпараисо, Винья-дель-Мар, Вальдивия, Темуко, Консепсьон, Ла-Серена и Икике.

## Местные верования
Местных традиционных религий в Чили придерживается 0,8 % населения. В отдалённых сельских общинах распространены, колдовство, шаманизм и народное целительство. Местных верований придерживается примерно пятая часть индейцев мапуче, аймара, кечуа и алакалуфов. Сторонники традиционных религий есть также среди уильиче, яганов, атакаменьо и рапануйцев — коренных жителей о. Пасхи.

## Другие
Первая община бахаи была основана в 1940 году в Арике проповедником из США. В ходе переписи 2012 года 1,6 тыс. человек отнесли себя к вере бахаи. По собственным данным этой религиозной группы, половина чилийской общины бахаи относятся к мапуче.
Буддизм (12 тыс.) принесли в Чили японские иммигранты из Бразилии, которые начали селиться в стране с 1969 года. В 1990-х годах в буддизм перешло небольшое число чилийцев. В стране действует японская буддистская организация Сока Гаккай. Часть проживающих в Чили китайцев придерживаются китайской народной религии (400 человек). Индуизм представлен в Чили неоиндуистскими организациями — Международным обществом сознания Кришны, последователями Свами Шивананды и др.
Около 7 тыс. чилийцев являются сторонниками новых религиозных движений. Среди таковых представлены различные западные эзотерические традиции (Теософское общество и др.), спиритизм и неоязычество (викка). Немало в Чили и саентологов. По сообщениям чилийской прессы, в стране действуют сатанисты. С 1961 по 2005 год в провинции Линарес действовала закрытая секта Пауля Шефера — колония Дигнидад.
Примерно 1,7 млн чилийцев не религиозны.